# Eddie Alcazar
Eddie Alcazar és un director de cinema, guionista, productor i dissenyador de jocs estatunidenc.

## Carrera
Alcazar va ser criat a Albuquerque, Nou Mèxic, fill de mare soltera boliviana.
A principis dels anys 2000 va assistir a l'Academy of Art University, després d'obtenir una beca. Aquí va estudiar efectes visuals i teoria del cinema d'animació. El 2004 va començar a treballar per a la divisió de disseny de jocs a Electronic Arts. Un any i mig després va fundar la seva empresa Alcazar Entertainment, treballant com a dissenyador i modelador 3D d'anuncis i videojocs. L'empresa es va vendre el 2007, quan va començar a treballar en el guió del llargmetratge 0000. La trama tracta temes com la relació entre la filosofia, la tecnologia i la naturalesa humana. El tràiler teaser de 0000 es va publicar a finals de març de 2011 tant a YouTube com a Vimeo, però l'any 2022 el projecte encara estava en desenvolupament, i el lloc web oficial dedicat a ell ha caducat el 2019.
El 2013 va dirigir el documental Tapia, produïda per 50 Cent per a HBO, basat en la vida del boxejador campió del món Johnny Tapia, que va morir el 2012. La pel·lícula va guanyar el premi "Millor documental" al Festival Internacional de Cinema Julien Dubuque, Festival de Cinema Independent de Santa Fe i Festival de Cinema XicanIndie. Després va començar a treballar en rodatges comercials.
El 2015, Alcazar va començar la seva col·laboració amb el productor musical estatunidenc Flying Lotus. Els dos es van associar amb la fundació Brainfeeder Films, una companyia de producció i finançament cinematogràfica independent, centrada principalment en donar suport a projectes experimentals i artistes emergents. El primer treball produït per l'empresa va ser el curtmetratge surrealista de ciència-ficció FUCKKKYOUUU, rodat en 16 mm , que es va estrenar al Festival de Cinema de Sundance de 2015. Alcazar va treballar en la direcció i el guió, mentre Flying Lotus treballava en la partitura i el disseny de so. Tot i ser narrativament ambigu i críptic, el duet artístic va publicar una sinopsi oficial del curt, tractant-se de la història d'una noia que viatja en el temps per connectar amb el seu jo passat.
La mateixa divisió de treball va aparèixer al primer llargmetratge d'Alcazar Perfect, que es va estrenar el 2018 al South by Southwest Film Festival i va ser produït per Steven Soderbergh. L'argument de la pel·lícula segueix la història d'un nen que és enviat per la seva mare a una clínica especial, on haurà de seguir un programa de rehabilitació que el convertirà en un ésser humà perfecte. La pel·lícula va rebre majoritàriament crítiques negatives de la crítica, obtenint un 21% d'apreciació a Rotten Tomatoes. La majoria dels crítics que van valorar negativament la pel·lícula van assenyalar com Alcazar es va centrar només en l'experimentació formalista pura, mancant d'un tema clar i coherent per a la trama.
El 2017, Alcazar va participar com a productor en la realització del primer llargmetratge de Flying Lotus, Kuso. Aquell mateix any es va publicar l'àlbum de Thundercat Drunk, pel qual Alcazar va fotografiar la imatge de la portada.
Entre 2020 i 2021, Alcazar va treballar en el curtmetratge The Vandal, amb Bill Duke com a personatge principal. Amb Darren Aronofsky com a principal productor executiu, el curt es va estrenar al 74è Festival Internacional de Cinema de Canes. La trama del curt, ambientada a mitjans del segle xx, segueix la història d'Harold, un home que ha de fer front a la mort de la seva dona just després de passar per una lobotomia. Per transmetre l'efecte de la lenta espiral de l'home cap a la bogeria mental, Alcazar va crear una nova tècnica stop-motion, que va anomenar "Metascope", que combina animació i imatge real, fent que els personatges semblin més realistes a mesura que la càmera s'acosta a ells.
El setembre de 2021, Alcazar i Soderbergh van anunciar que tornarien a equipar-se per a un nou projecte, el llargmetratge thriller Divinity. La pel·lícula havia d'incloure l'ús de Metascope, i fou protagonitzada per Bella Thorne i Moisés Arias entre altres. La banda sonora va ser composta pel membre de Cypress Hill DJ Muggs.

## Obres

### Filmografia
- Tapia (2013)
- FUCKKKYOUUU (2015)
- Perfecte (2018)
- The Vandal (2021)
- Divinity (2023)

### Crèdits de jocs
- Medal of Honor: Allied Assault - Breakthrough (2003)
- Medal of Honor: Pacific Assault (2004)
- Tennis Titans (2005)
- Neverwinter Nights 2 (2006)

## Refeències
1. 1 2  Cordero, Rosy. «'The Vandal' Director Eddie Alcazar on Cannes debut – Deadline», 15-07-2021. Arxivat de l'original el 2022-05-17. [Consulta: 17 maig 2022].
2. ↑  Levenson, Joey. «Director Eddie Alcazar on creating the Cannes-approved animated short The Vandal», 11-05-2022. Arxivat de l'original el 2022-05-11. [Consulta: 16 maig 2022].
3. 1 2  Guerrasio, Jason. «Eddie Alcazar | Filmmaker Magazine», 13-04-2021. Arxivat de l'original el 2021-04-13. [Consulta: 16 maig 2022].
4. ↑  «0000 - IMDb». IMDb, 16-05-2022. Arxivat de l'original el 2022-05-16. [Consulta: 16 maig 2022].
5. ↑  «0000themovie.com», 20-06-2019. Arxivat de l'original el 2019-06-20. [Consulta: 17 maig 2022].
6. ↑  Ravindran, Manory «Short 'Vandal' set as Feature». Variety, 11-07-2021.
7. ↑  «Eddie Alcazar - Awards - IMDb». IMDb, 17-05-2022. Arxivat de l'original el 2022-05-17. [Consulta: 17 maig 2022].
8. 1 2  Punter, Jennie «Artist Flying Lotus, Alcazar Team on Indie Outfit Brainfeeder Films». Variety, 09-09-2016.
9. ↑  Lupkin, Chelsea. «FUCKKKYOUU by Eddie Alcazar & Flying Lotus | Short Film», 25-10-2016. Arxivat de l'original el 2016-10-25. [Consulta: 16 maig 2022].
10. ↑  Gottsegen, Will «Flying Lotus Teases New Song in Perfect Film Clip». Spin (Online), 10-04-2019.
11. ↑  Bowen, Chuck. «Review: Perfect Is a Series of Lurid Pillow Shots in Search of a Soul - Slant Magazine». Slant Magazine, 17-05-2022. Arxivat de l'original el 2022-05-17. [Consulta: 17 maig 2022].
12. ↑  Steven, Rachael. «Work: Thundercat 'Drunk' box set combines darkness, humour and psychedelia». Creative Review, 20-03-2017. [Consulta: 11 juny 2023].
13. ↑  Chesley, Maya (13 desembre 2021). «Art and Experimentation in the Vandal». The New Yorker.
14. ↑  Munday, Rob. «The Vandal by Eddie Alcazar. A "Meta-Scope" Short Film», 01-02-2022. Arxivat de l'original el 2022-02-01. [Consulta: 16 maig 2022].
15. ↑  Vlessing, Etan. «Steven Soderbergh, Eddie Alcazar Reteam for 'Divinity' Thriller (Exclusive) – The Hollywood Reporter». The Hollywood Reporter, 20-04-2022. Arxivat de l'original el 2022-04-20. [Consulta: 16 maig 2022].
16. ↑  Cordero, Rosy. «Scott Bakula & Bella Thorne Among Final Cast Of 'Divinity,' From Steven Soderbergh And Eddie Alcazar – Deadline», 17-05-2022. Arxivat de l'original el 2022-05-17. [Consulta: 17 maig 2022].